# بابيروسة توجيان
بابيروسة توجيان (الاسم العلمي: Babyrousa togeanensis) أكبر أنواع جنس البابيروسة. متوطنة في جزر توجيان في إندونيسيا، لكنها اعتبرت نوعا فرعيا من بابيروسة بورو حتى 2002.